# Robert Montgomerie
Robert Cecil Lindsay Montgomerie (15. februar 1880 – 28. april 1939) var en britisk fægter som deltog i de olympiske lege OL 1908 i London og OL 1912 i Stockholm.
Montgomerie vandt en sølvmedalje i fægtning under OL 1908 i London. Han var med på det britiske hold som kom på en andenplads, i holdkonkurrencen i kårde efter Frankrig. 
Fire år senere under OL 1912 i Stockholm vandt han en ny sølvmedalje på de britiske hold i holdkonkurrencen i kårde efter Belgien.